# Чахув (Свентокшиське воєводство)
Чахув (пол. Czachów) — село в Польщі, у гміні Ожарув Опатовського повіту Свентокшиського воєводства.
Населення — 224 особи (2011).
У 1975-1998 роках село належало до Тарнобжезького воєводства.

## Демографія
Демографічна структура на день 31 березня 2011 року:
|          | Загалом | Допрацездатний вік | Працездатний вік | Постпрацездатний вік |
| -------- | ------- | ------------------ | ---------------- | -------------------- |
| Чоловіки | 135     | 17                 | 99               | 19                   |
| Жінки    | 89      | 17                 | 48               | 24                   |
| Разом    | 224     | 34                 | 147              | 43                   |